# 赫雷罗战争

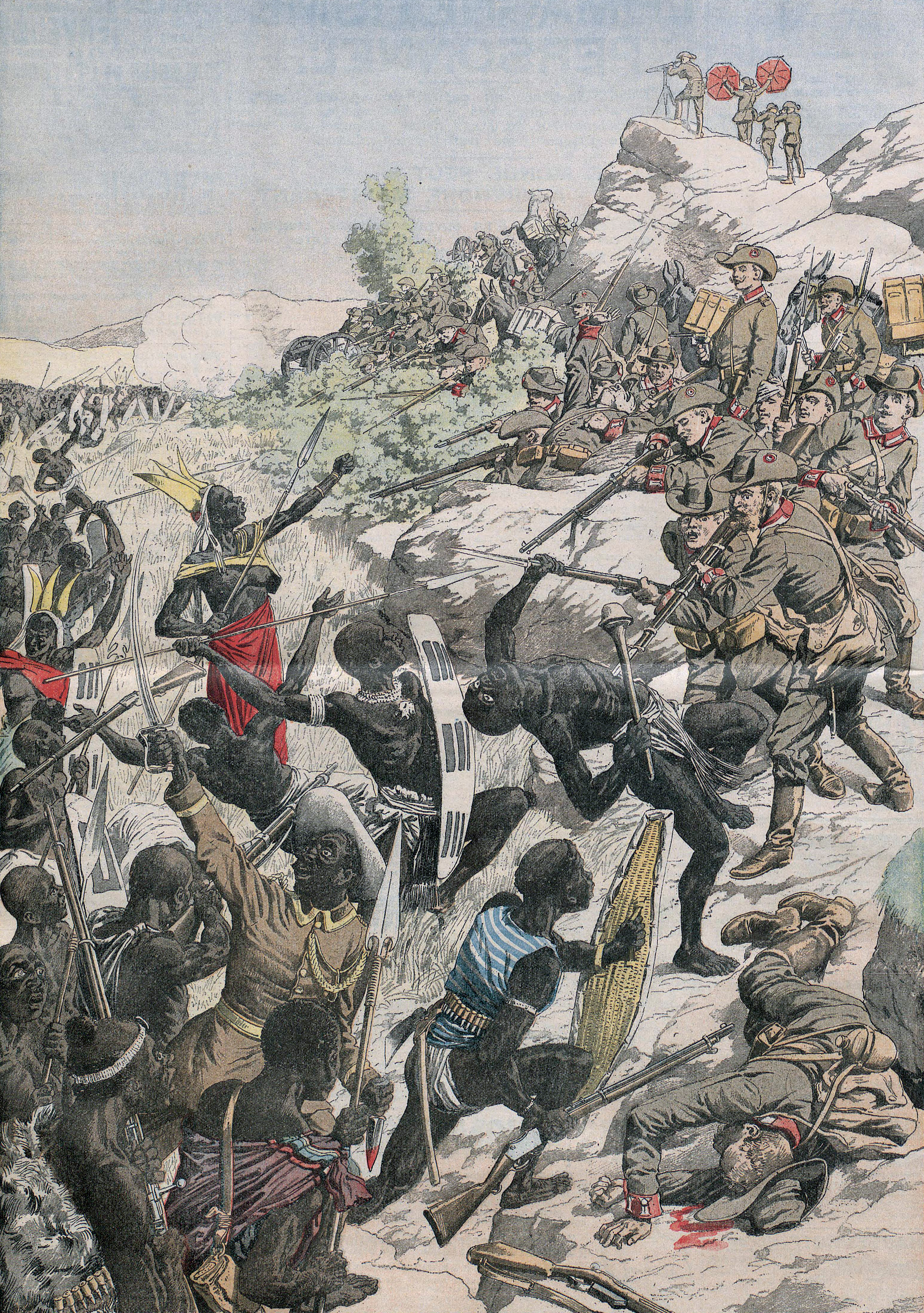
赫雷罗战争

赫雷罗战争是1904年至1908年间德意志帝国与德属西南非洲赫雷羅人之间爆發的一系列衝突。
1903年，一些科伊科伊人和赫雷羅人發動暴動，殺死120-150名德国人。 赫雷罗人又對德國人發動游击战，不過最終德國人將赫雷罗人的暴動鎮壓下去。  隨後德國殖民當局開始屠殺赫雷罗人和纳马人。（赫雷罗人和纳马人大屠杀）